# 浮間
浮間（うきま）は、東京都北区の町名。現行行政地名は浮間一丁目から浮間五丁目。住居表示実施済み。

## 地理
東京都北区の北西端に位置する。地区の北を荒川が、南を新河岸川が流れ、北区本土から画されている。北は荒川を挟んで埼玉県川口市荒川町・戸田市川岸、東は赤羽北、南を新河岸川を挟んで対岸に小豆沢、東坂下、西を板橋区舟渡と接する。
町域の中央を東西に埼京線の線路が走り、地区東端および西端に鉄道駅が所在する。荒川河川敷に当たる北端は広大な河川敷緑地が広がる。水運を利用した中小の工場も多数立地している。

### 地価
住宅地の地価は、2025年（令和7年）1月1日の公示地価によれば、浮間2-24-22の地点で43万8000円/m2となっている。

## 歴史
1926年に、埼玉県北足立郡横曽根村（大字浮間）から東京府北豊島郡岩淵町に編入された。浮間は、従来は埼玉県川口市や戸田市のように荒川左岸であったが、荒川の河道を変更し、浮間は荒川左岸の旧横曽根村（現・川口市）から分断されて荒川右岸に位置した事により、浮間は地理的に旧岩淵町と陸続きになったことによる。

### 地名の由来
荒川に突き出た形が浮島に見えたことから起きた地名。かつては「浮間ヶ原」と呼ばれサクラソウの名所であった。このサクラソウの自生地は現存しない。

## 世帯数と人口
2023年（令和5年）1月1日現在（東京都発表）の世帯数と人口は以下の通りである。
| 丁目       | 世帯数     | 人口     |
| ---------- | ---------- | -------- |
| 浮間一丁目 | 1,875世帯  | 4,015人  |
| 浮間二丁目 | 2,733世帯  | 5,444人  |
| 浮間三丁目 | 4,319世帯  | 8,606人  |
| 浮間四丁目 | 1,872世帯  | 3,468人  |
| 浮間五丁目 | 1,095世帯  | 2,491人  |
| 計         | 11,894世帯 | 24,024人 |

### 人口の変遷
国勢調査による人口の推移。
| 年                 | 人口   |
| ------------------ | ------ |
| 1995年（平成7年）  | 16,776 |
| 2000年（平成12年） | 19,110 |
| 2005年（平成17年） | 19,921 |
| 2010年（平成22年） | 21,459 |
| 2015年（平成27年） | 23,226 |
| 2020年（令和2年）  | 23,901 |

### 世帯数の変遷
国勢調査による世帯数の推移。
| 年                 | 世帯数 |
| ------------------ | ------ |
| 1995年（平成7年）  | 6,605  |
| 2000年（平成12年） | 8,036  |
| 2005年（平成17年） | 8,691  |
| 2010年（平成22年） | 9,728  |
| 2015年（平成27年） | 10,587 |
| 2020年（令和2年）  | 11,084 |

## 学区
区立小・中学校に通う場合、学区は以下の通りとなる（2023年10月時点）。
| 丁目       | 番地 | 小学校             | 中学校           |
| ---------- | ---- | ------------------ | ---------------- |
| 浮間一丁目 | 全域 | 北区立浮間小学校   | 北区立浮間中学校 |
| 浮間二丁目 | 全域 | 北区立西浮間小学校 | 北区立浮間中学校 |
| 浮間三丁目 | 全域 | 北区立浮間小学校   | 北区立浮間中学校 |
| 浮間四丁目 | 全域 | 北区立西浮間小学校 | 北区立浮間中学校 |
| 浮間五丁目 | 全域 | 北区立西浮間小学校 | 北区立浮間中学校 |

## 事業所
2021年（令和3年）現在の経済センサス調査による事業所数と従業員数は以下の通りである。
| 丁目       | 事業所数  | 従業員数 |
| ---------- | --------- | -------- |
| 浮間一丁目 | 69事業所  | 845人    |
| 浮間二丁目 | 133事業所 | 1,699人  |
| 浮間三丁目 | 186事業所 | 1,452人  |
| 浮間四丁目 | 160事業所 | 1,851人  |
| 浮間五丁目 | 72事業所  | 4,650人  |
| 計         | 620事業所 | 10,497人 |

### 事業者数の変遷
経済センサスによる事業所数の推移。
| 年                 | 事業者数 |
| ------------------ | -------- |
| 2016年（平成28年） | 619      |
| 2021年（令和3年）  | 620      |

### 従業員数の変遷
経済センサスによる従業員数の推移。
| 年                 | 従業員数 |
| ------------------ | -------- |
| 2016年（平成28年） | 9,943    |
| 2021年（令和3年）  | 10,497   |

## 交通

### 鉄道
- 東日本旅客鉄道（JR東日本）
  - 埼京線：北赤羽駅（駅の所在地は赤羽北）/浮間舟渡駅

### バス
- 国際興業バス　※出入庫に伴う区間運行系統は省略。
  - 浮間舟渡駅：東練01 高島平駅経由東武練馬駅行き、東練05 西台駅経由東武練馬駅行き
  - 浮間二丁目：赤06　浮間舟渡駅行き・赤羽駅東口行き、赤71　浮間舟渡駅行き（深夜バス）
  - 浮間四丁目：赤06　浮間舟渡駅行き・赤羽駅東口行き、赤71　浮間舟渡駅行き（深夜バス）
  - 浮間五丁目：赤06　浮間舟渡駅行き・赤羽駅東口行き、赤71　浮間舟渡駅行き（深夜バス）
  - 浮間工場街：赤06　浮間舟渡駅行き・赤羽駅東口行き、赤71　浮間舟渡駅行き（深夜バス）
  - 浮間三丁目：赤06　浮間舟渡駅行き・赤羽駅東口行き、赤71　浮間舟渡駅行き（深夜バス）
  - 浮間団地：赤06　浮間舟渡駅行き・赤羽駅東口行き、赤71　浮間舟渡駅行き（深夜バス）
  - 浮間一丁目：赤06　浮間舟渡駅行き・赤羽駅東口行き、赤71　浮間舟渡駅行き（深夜バス）

### 道路・橋梁
道路
- 東京都道447号赤羽西台線

橋梁
- 浮間橋
- 新河岸大橋
- 新河岸橋

## 施設
行政
- 浮間区民センター（浮間二丁目）
- 浮間水再生センター（浮間四丁目）

教育
- 北区立浮間小学校（浮間三丁目）
- 北区立西浮間小学校（浮間二丁目）
- 北区立浮間中学校（浮間四丁目）

公園
- 荒川河川敷緑地（浮間一・二丁目）
- 浮間公園（浮間二丁目）

## その他

### 日本郵便
- 郵便番号 : 115-0051[3]（集配局 : 赤羽郵便局[18]）。